# Byrsella
Byrsella es un género que tiene asignadas 42 especies de orquídeas, que hoy día (2012) no son aceptadas. Son nativas de Sudamérica.
Sus especies estaban anteriormente sujetas al género Masdevallia, sin embargo, en mayo de 2006, Carlyle August Luer, experto en Pleurothallidinae, publicó una revisión sustancial de esta subtribu y  elevó a la categoría de género a muchos de sus antiguos subgéneros.
Pero actualmente (2012) el género, con todas sus especies, ha vuelto a ser considerado como un mero sinónimo de Masdevallia.

## Lista de especies deByrsella
- Byrsella angulata (Rchb.f.) Luer, Monogr. Syst. Bot. Missouri Bot. Gard. 105: 7 (2006).
- Byrsella anomala (Luer & Sijm) Luer, Monogr. Syst. Bot. Missouri Bot. Gard. 105: 7 (2006).
- Byrsella atahualpa (Luer) Luer, Monogr. Syst. Bot. Missouri Bot. Gard. 105: 7 (2006).
- Byrsella belua (Königer & D'Aless.) Luer, Monogr. Syst. Bot. Missouri Bot. Gard. 105:  (2006).
- Byrsella bonplandii (Rchb.f.) Luer, Monogr. Syst. Bot. Missouri Bot. Gard. 105: 8 (2006).
- Byrsella bourdetteana (Luer) Luer, Monogr. Syst. Bot. Missouri Bot. Gard. 105: 8 (2006).
- Byrsella cacodes (Luer & R.Escobar) Luer, Monogr. Syst. Bot. Missouri Bot. Gard. 105: 8 (2006).
- Byrsella caesia (Roezl) Luer, Monogr. Syst. Bot. Missouri Bot. Gard. 105: 8 (2006).
- Byrsella campyloglossa (Rchb.f.) Luer, Monogr. Syst. Bot. Missouri Bot. Gard. 105: 8 (2006).
- Byrsella civilis (Rchb.f. & Warsz.) Luer, Monogr. Syst. Bot. Missouri Bot. Gard. 105: 8 (2006).
- Byrsella colossus (Luer) Luer, Monogr. Syst. Bot. Missouri Bot. Gard. 105: 8 (2006).
- Byrsella coriacea (Lindl.) Luer, Monogr. Syst. Bot. Missouri Bot. Gard. 105: 8 (2006).
- Byrsella elephanticeps (Rchb.f. & Warsz.) Luer, Monogr. Syst. Bot. Missouri Bot. Gard. 105: 8 (2006).
- Byrsella foetens (Luer & R.Escobar) Luer, Monogr. Syst. Bot. Missouri Bot. Gard. 105: 8 (2006).
- Byrsella fractiflexa (F.Lehm. & Kraenzl.) Luer, Monogr. Syst. Bot. Missouri Bot. Gard. 105: 8 (2006).
- Byrsella fragrans (Woolward) Luer, Monogr. Syst. Bot. Missouri Bot. Gard. 105: 8 (2006).
- Byrsella gargantua (Rchb.f.) Luer, Monogr. Syst. Bot. Missouri Bot. Gard. 105: 8 (2006).
- Byrsella hylodes (Luer & R.Escobar) Luer, Monogr. Syst. Bot. Missouri Bot. Gard. 105: 8 (2006).
- Byrsella hystrix (Luer & Hirtz) Luer, Monogr. Syst. Bot. Missouri Bot. Gard. 105: 8 (2006).
- Byrsella lappifera (Luer & Hirtz) Luer, Monogr. Syst. Bot. Missouri Bot. Gard. 105: 8 (2006).
- Byrsella leontoglossa (Rchb.f.) Luer, Monogr. Syst. Bot. Missouri Bot. Gard. 105: 8 (2006).
- Byrsella lilianae (Luer) Luer, Monogr. Syst. Bot. Missouri Bot. Gard. 105: 8 (2006).
- Byrsella macroglossa (Rchb.f.) Luer, Monogr. Syst. Bot. Missouri Bot. Gard. 105: 8 (2006).
- Byrsella maloi (Luer) Luer, Monogr. Syst. Bot. Missouri Bot. Gard. 105: 8 (2006).
- Byrsella misasii (Braas) Luer, Monogr. Syst. Bot. Missouri Bot. Gard. 105: 8 (2006).
- Byrsella mooreana (Rchb.f.) Luer, Monogr. Syst. Bot. Missouri Bot. Gard. 105: 8 (2006).
- Byrsella murex (Luer) Luer, Monogr. Syst. Bot. Missouri Bot. Gard. 105: 8 (2006).
- Byrsella oscarii (Luer & R.Escobar) Luer, Monogr. Syst. Bot. Missouri Bot. Gard. 105: 8 (2006).
- Byrsella pachyantha (Rchb.f.) Luer, Monogr. Syst. Bot. Missouri Bot. Gard. 105: 8 (2006).
- Byrsella pachysepala (Rchb.f.) Luer, Monogr. Syst. Bot. Missouri Bot. Gard. 105: 8 (2006), with incorrect basionym and basionym ref.
- Byrsella pardina (Rchb.f.) Luer, Monogr. Syst. Bot. Missouri Bot. Gard. 105: 8 (2006).
- Byrsella peristeria (Rchb.f.) Luer, Monogr. Syst. Bot. Missouri Bot. Gard. 105: 8 (2006).
- Byrsella picea (Luer) Luer, Monogr. Syst. Bot. Missouri Bot. Gard. 105: 8 (2006).
- Byrsella platyglossa (Rchb.f.) Luer, Monogr. Syst. Bot. Missouri Bot. Gard. 105: 8 (2006).
- Byrsella rigens (Luer) Luer, Monogr. Syst. Bot. Missouri Bot. Gard. 105: 8 (2006).
- Byrsella sanctae-rosae (Kraenzl.) Luer, Monogr. Syst. Bot. Missouri Bot. Gard. 105: 8 (2006).
- Byrsella semiteres (Luer & R.Escobar) Luer, Monogr. Syst. Bot. Missouri Bot. Gard. 105: 8 (2006).
- Byrsella spilantha (Königer) Luer, Monogr. Syst. Bot. Missouri Bot. Gard. 105: 8 (2006).
- Byrsella sumapazensis (P.Ortiz) Luer, Monogr. Syst. Bot. Missouri Bot. Gard. 105: 8 (2006).
- Byrsella torta (Rchb.f.) Luer, Monogr. Syst. Bot. Missouri Bot. Gard. 105: 8 (2006).
- Byrsella velella (Luer) Luer, Monogr. Syst. Bot. Missouri Bot. Gard. 105: 8 (2006).
- Byrsella velifera (Rchb.f.) Luer, Monogr. Syst. Bot. Missouri Bot. Gard. 105: 8 (2006).